# ヴューワークス
ヴューワークス（株式会社ヴューワークス、英語表記：Viewworks Co.Ltd.）は、アニメーションの企画・制作およびデジタルコンテンツ制作を主な事業内容とするかつて存在した日本の企業である。

## 概要
北海道東海大学芸術工学部デザイン学科卒業後、東京でプログラマーやCGプロダクション勤務を経て旭川市に帰郷した旭川市出身のデザイナー、新崎力也が1994年8月1日に旭川市の地元企業とともに、資本金1200万円で旭川初のコンピュータグラフィックス制作プロダクションとして開設した。
地元企業のテレビCMや官公庁発注のコンピューターグラフィック製作、プログラム製作業務を手がけるかたわら、北海道岩見沢市の社会福祉法人でデジタル彩色作業が行われたテレビ東京系テレビアニメ『ビット・ザ・キューピッド』（1995年）を皮切りに、アニメーション作品の3DCGや2Dエフェクト制作を受注した。2002年から本格的にアニメーション制作事業に進出し、2003年には当時紋別郡遠軽町に在住していた漫画家、小沢さとるの作品『サブマリン707』のアニメ化に際し、すべてのCG部分を手がけて注目された。
しかし2005年の東京スタジオ開設後、資金繰りが悪化した。2006年には初の単独制作元請となったテレビアニメ『機神咆吼デモンベイン』を手がけたものの、代表の新崎は病気療養のために同年で退職した。アニプレックスのOVA『ARMORED CORE FORT TOWER SONG』（全2巻）を制作する予定だったが、2007年2月に営業を停止して制作は中断され、約2億円の負債を抱えて任意整理された。

## 作品履歴

### OVA
- 『サブマリン707R』（制作元請：グループ・タック、CG制作、2003年）
- 『トップをねらえ2!』（制作元請：GAINAX、3Dモデリング、2004年-2006年）
- 『機神咆吼デモンベイン』（グループ・タックと共同制作、2004年）

### テレビシリーズ
- 『魔法遣いに大切なこと』第1作（J.C.STAFFと共同制作、2003年）
- 『好きなものは好きだからしょうがない!!』（制作元請：ゼクシズ、各話制作協力、2005年）
- 『機神咆吼デモンベイン』（制作元請、2006年）